# العلاقات البريطانية المغربية

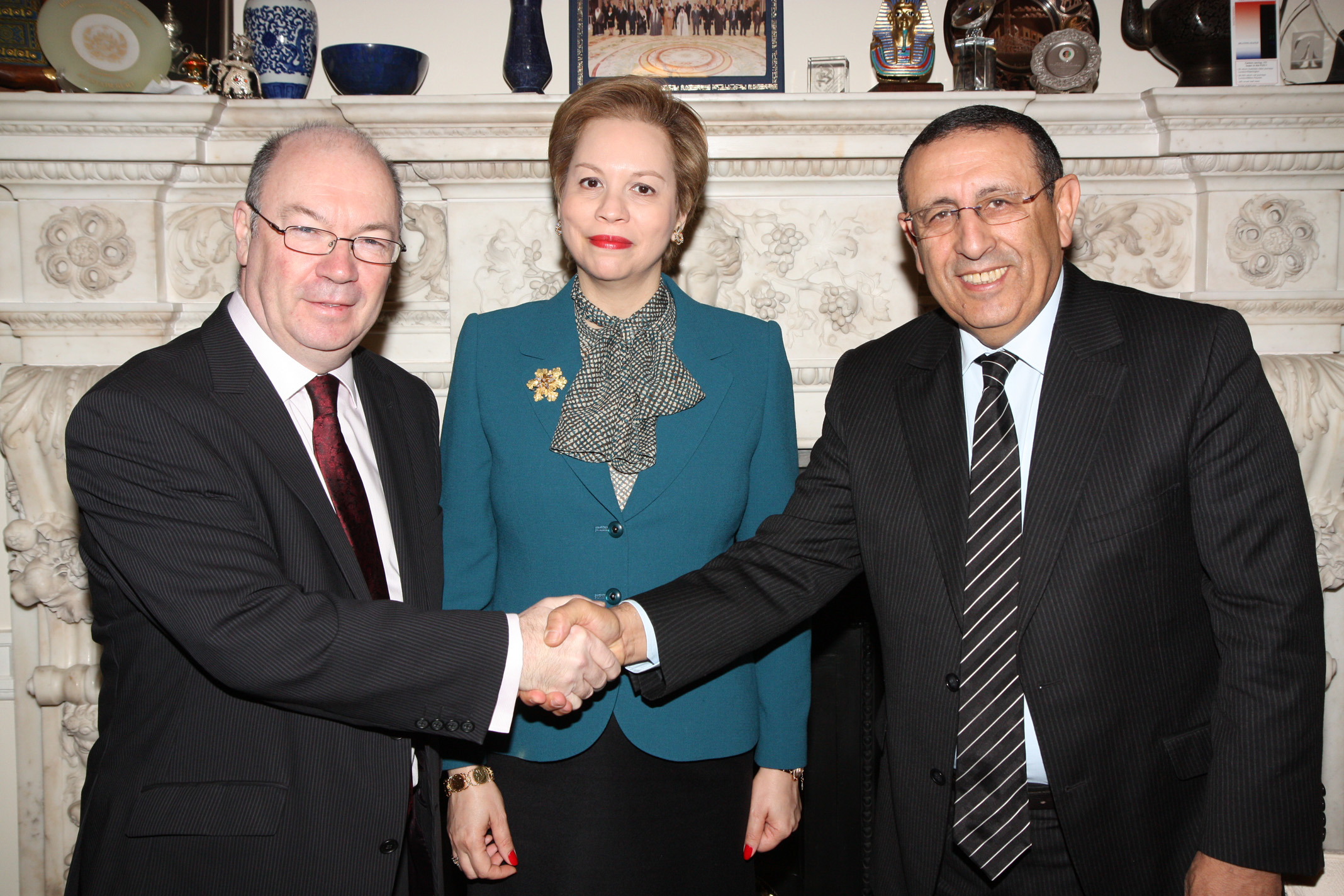
يوسف العمراني وجمالة العلوي وألستر بورت

العلاقات المغربية البريطانية تعود بداية هذه العلاقات بين البلدين إلى سنة 1213م عندما أرسل جون ملك إنجلترا أول بعثة دبلوماسية للمغرب لإجراء اتصالات مع محمد الناصر، السلطان الرابع في الدولة الموحدية، وتعتبر هذه المهمة الديبلوماسية نقطة انطلاق علاقة مثمرة نمت وتقوت على مر القرون حيث مرت 800 سنة من العلاقات المغربية–البريطانية والتي تميزت بعدد من الأحداث البارزة، من بينها استجابة المملكة المغربية في زلزال المغرب الذي ضرب مجموعة من المناطق؛ إلى طلب أربعة دول للمشاركة في عمليات البحث والإنقاذ، كان من ضمنها بريطانيا.والتحالف الأنجلو مغربي ضد إسبانيا، وجمعت هذه العلاقات بالعائلات المالكة في كل من المملكة المتحدة والمملكة المغربية واللتين تتميزان بتقاليد ملكية مشتركة.
وبلغ حجم التجارة الثنائية بين البلدين عتبة المليار جنيه إسترليني سنة 2012.
واستمرت العلاقات بين البلدين، بحيث تٌوجت بعقد عدة شراكات استراتيجية، تتوخى تعزيز التعاون في المجال الطاقي، والاستفادة من المشاريع النموذجية المنجزة بالمناطق الجنوبية للصحراء المغربية، خاصة بجهة كلميم واد نون، خاصة في مجال توليد الطاقة الكهربائية النظيفة التي انخرط في تكريس مضامينها بلد المغرب بقيادة الملك محمد السادس.
ويشمل الاتفاق المنجز بين القارتين "مشروع الربط الكهربائي بين المغرب وبريطانيا" أو “إكسلينكس” الذي سيمر عبر ثلاثة دول فرنسا وإسبانيا والبرتغال بحرا؛ تزويد سبعة ملايين منزل بريطاني بالكهرباء النظيفة بحلول سنة 2030.
ويوجد 25000 مهاجر مغربي بالمملكة المتحدة، كما يزور المغرب ما يقارب 500,000 سائح بريطاني سنويا. وعدد المغاربة الذين يتعلمون اللغة الإنجليزية في تزايد مستمر، كما أصبحت اللغة العربية أكثر انتشاراً وأهمية من الفرنسية عند البريطانيين.

## تاريخ
أقدم إشارة للدولة البريطانية من طرف مغربي تعود إلى سنة 1154م حين قام الشريف الإدريسي، بوصف «إنجلترا» في خريطته الشهيرة. في عام 1208م أرسل الملك جون بعثة يطلب العون من سلطان الموحدين محمد الناصر لمواجهة التهديد الفرنسي بالغزو من ناحية ولمواجهة ثورة السادة الإقطاعيين من ناحية أخرى، لم تحقق البعثة أهدافها من وجهة النظر البريطانية، حيث رفض السلطان الخوض في مشاكل أوروبا.
وفي سنة 1551 م قاد قبطان بحري إنجليزي اسمه وايندهام رحلة إلى المغرب. ومنذ سنة 1588 م، أي خلال عهد الملكة إليزابيت الأولى، توالى إرسال المبعوثين والسفراء إلى إنجلترا دون انقطاع فمنذ 1588 إلى 2009 انتدب المغرب 45 سفيرا لدى الدولة البريطانية.
في سنة 1980، زارت الملكة إليزابيث وزوجها فيليب دوق إدنبرة رسميا المغرب، لمدة استمرت أربعة أيام، زارا خلالها مدن الرباط والدار البيضاء ومراكش.
في فبراير 2019 زار الأمير هاري وزوجته المغرب في زيارة رسمية.
في 6 يوليوز 2020: عين الملك محمد السادس، سفيراً جديداً في المملكة المتحدة لبريطانيا العظمى وأيرلندا الشمالية وهو حكيم حجوي.
في 1 يونيو/حزيران 2025، أعلنت المملكة المتحدة، أنها تعتبر المخطط المغربي للحكم الذاتي بمثابة الأساس الأكثر مصداقية وواقعية وعملية لتسوية دائمة للنزاع الإقليمي حول الصحراء المغربية.
جاء هذا الموقف في بيان مشترك وقّعه وزير الخارجية البريطاني ديفيد لامي ونظيره المغربي ناصر بوريطة في العاصمة المغربية الرباط.
وقال البيان إن "المملكة المتحدة تعتبر مقترح الحكم الذاتي الذي قدمه المغرب عام 2007، الأساس الأكثر مصداقية وواقعية وعملية لتسوية دائمة للنزاع. وستواصل العمل على المستوى الثنائي، خاصة في المجال الاقتصادي، وكذلك على المستويين الإقليمي والدولي، تماشيا مع هذا الموقف، لدعم تسوية النزاع.    

### عهد الملكة اليزابيث الأولى
عادت الاتصالات بعد ثلاثة قرون ونصف في عهد الملكة إليزابيث الأولى في النصف الثاني من القرن السادس عشر فقد عادت لتشكل بداية إيجابية للعلاقات التجارية والسياسية بين البلدين.
في 1 يونيو 2025، أعلن ديفيد لامي، وزير الخارجية البريطاني، بمدينة الرباط، أن “لندن ترى الحكم الذاتي الأساس الأكثر مصداقية وقابلية للتطبيق وبرغماتية والأقرب لتسوية هذا النزاع”، و قد تم التعبير عن هذا الموقف في بيان مشترك وقعه، في نفس اليوم بالرباط، وزير الدولة البريطاني للشؤون الخارجية والكومنولث والتنمية، ديفيد لامي، ووزير الشؤون الخارجية والتعاون الإفريقي والمغاربة المقيمين بالخارج، ناصر بوريطة، واعتبر هذا الاخير أن هذا الموقف “تحول وتطور مهم لعضو في مجلس الأمن وإحدى الدول الصديقة للأمين العام للأمم المتحدة”،
مشيرا الى أن الملك محمدا السادس بنى علاقات المغرب دوليا على أساس الوضوح، وسيعمل على ذلك مع بريطانيا.     

## معرض صور

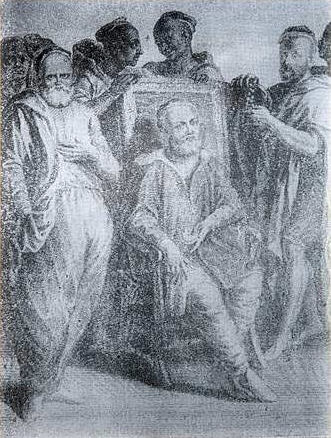
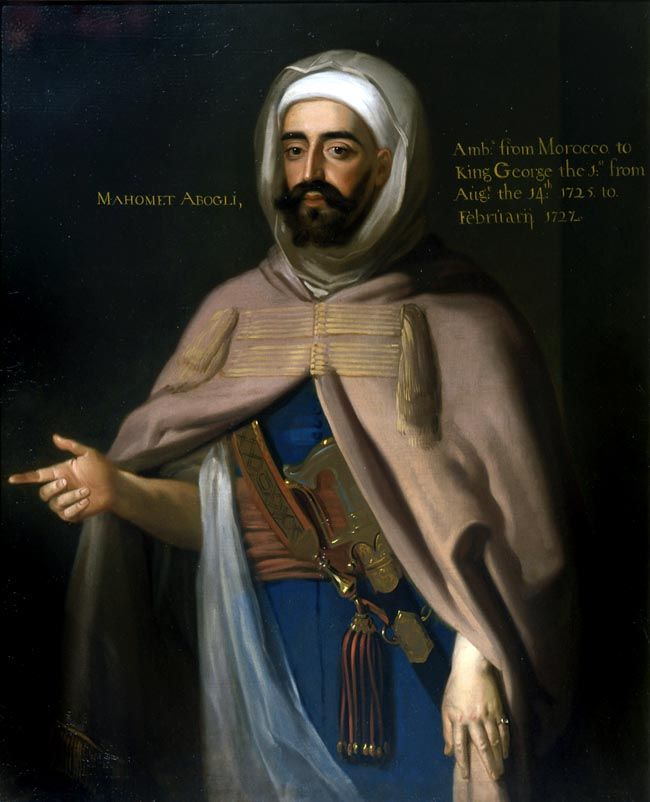
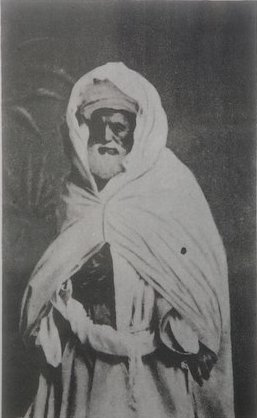
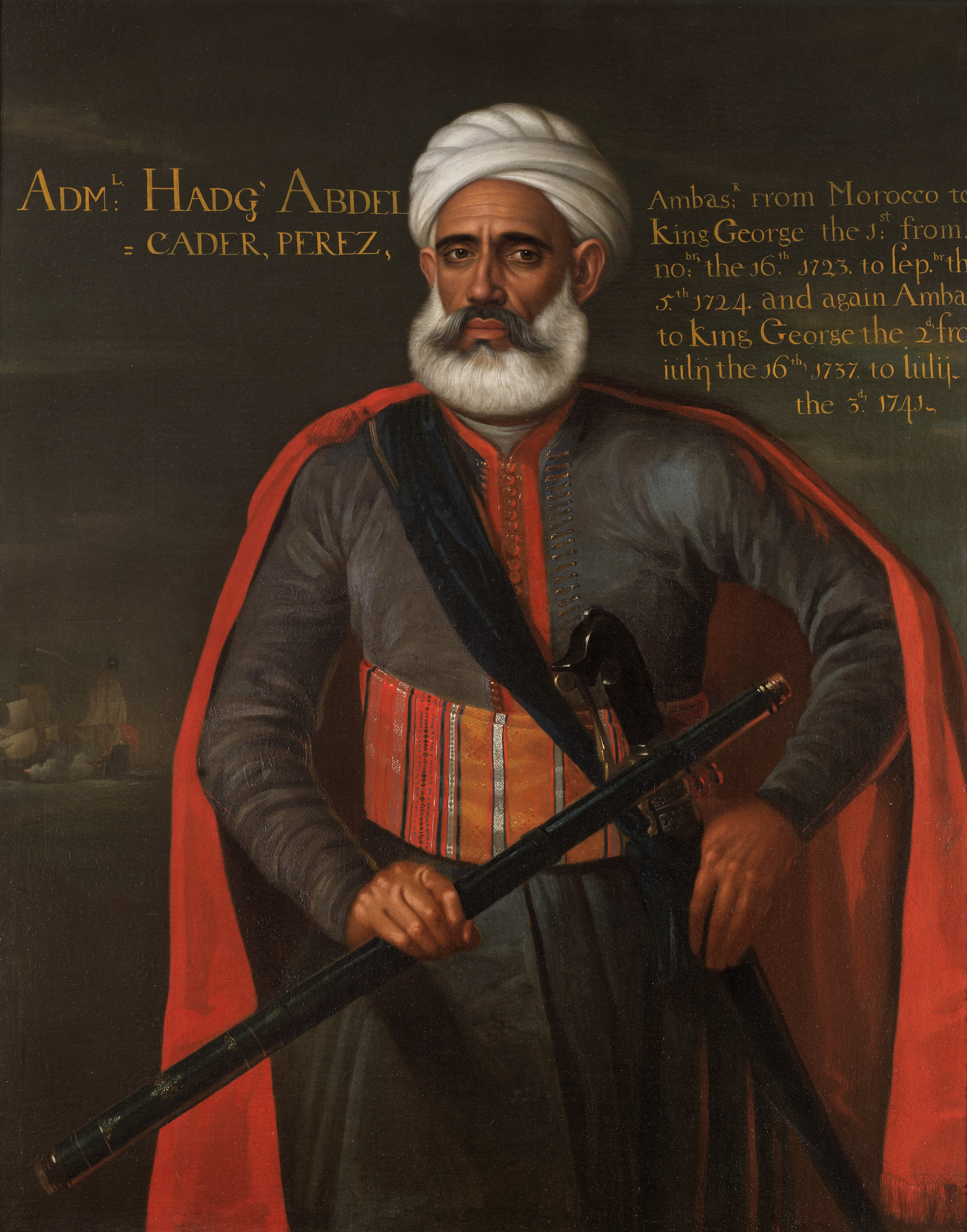

## وصلات خارجية
- المغرب والمملكة المتحدة، الحكومة البريطانية.